# Гамофилија
Гамофилија је честа појава код врста биљака из породица Caryophyllaceae, Lamiaceae и Rubiaceae. Код ових биљака долази до срастања парова пршљенасто распоређених листова. При томе, може доћи до срастања правог лишћа, као и оног у зони цветова и котиледона.

## Примери
Каранфили имају наспрамно узано лишће које сраста својим основама чинећи око стабла рукавац. 
Орлови нокти (Lonicera) имају потпуно срасло, седеће лишће у региону цвета, док се све ниже на стаблу уочава прелаз, тако да је најниже постављено лишће елиптично и на дугачким дршкама.
Раставићи имају редуковано лишће у облику љуспи које је срасло тако да чини прстен око стабла. Само се вршни делови виде као зубићи. Због тога, листови код раставића имају више механичку него асимилациону улогу.